# Oxylasma pannosum
Oxylasma pannosum is een keversoort uit de familie kniptorren (Elateridae). De wetenschappelijke naam van de soort is voor het eerst geldig gepubliceerd in 1881 door Broun.